# 梅山街道 (宁波市)
梅山街道是中华人民共和国浙江省宁波市北仑区下辖的一个街道办事处，辖区面积32.8平方公里:139。

## 历史

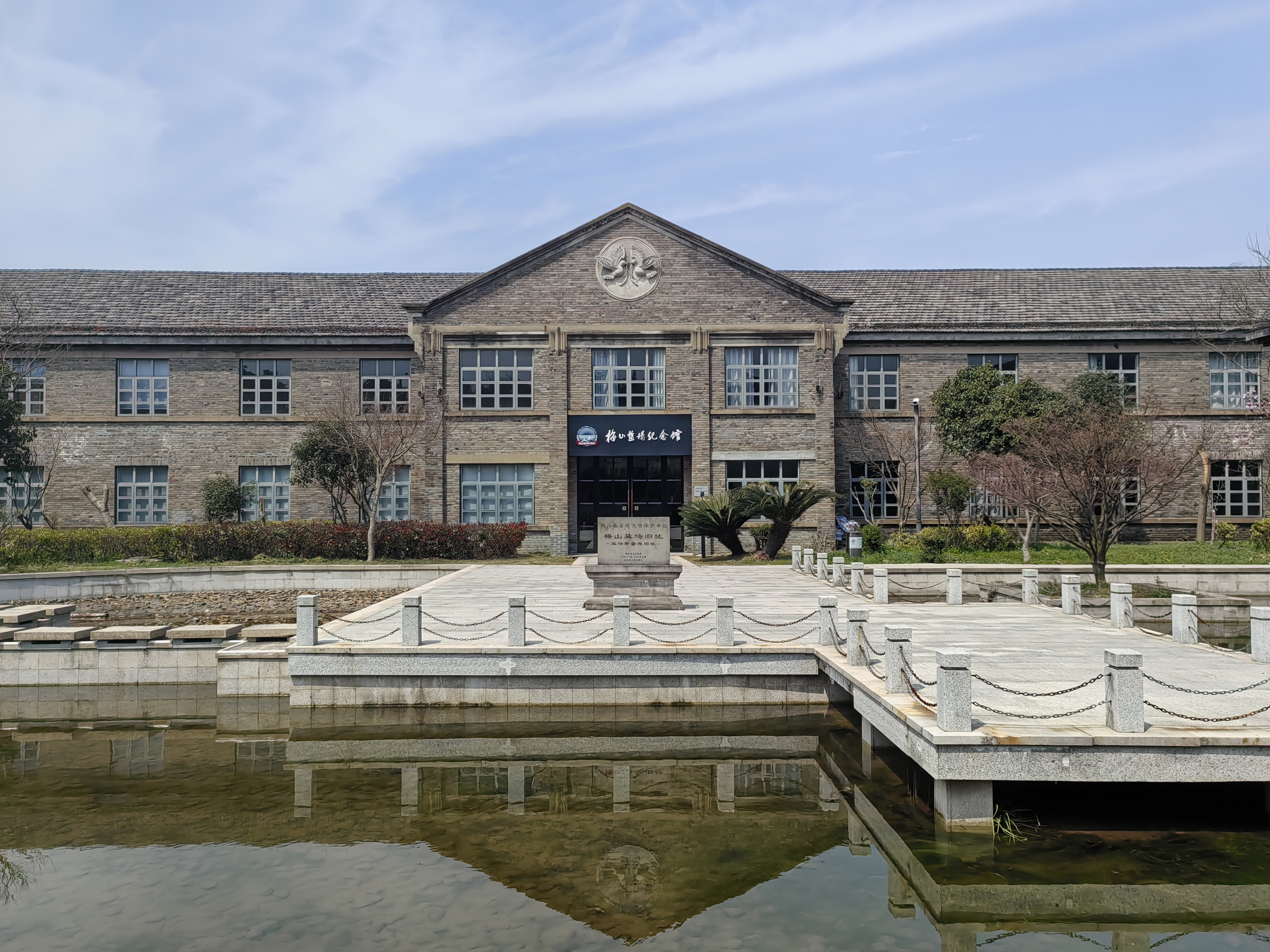
位於梅山街道的梅山鹽場紀念館

辖区古属鄞县，宋熙宁十年（1077年）划归定海县（镇海县）属海晏乡，1936年设梅东乡、梅西乡，1945年梅东乡、梅西乡合并为梅山乡，1950年6月分为梅东乡、梅西乡，1956年2月合并为梅山乡，1958年10月改为郭巨人民公社梅东管理区、梅西管理区，1960年9月梅东管理区、梅西管理区合并为梅山管理区，1961年4月改为梅山公社，1983年11月改为梅山乡:12-14、205:142，2014年10月撤乡设立梅山街道，2015年1月4日正式成立。

## 行政区划
梅山街道下辖以下地区：
江梅社区、碑塔村委会、梅东村委会、梅中村委会、梅港村委会、梅西村委会

## 交通
2010年通车的梅山大桥及2017年通车的梅山红桥是连接梅山岛与大陆的陆路通道。连接六横岛的六横疏港高速公路已纳入规划。

## 保税港
2008年2月24日，经国务院批准，宁波梅山保税港区正式成立。这是中国大陆第五个保税港区。